# David Trimble
William David Trimble, Baron Trimble (født 15. oktober 1944 – 25. juli 2022), var en politiker fra Nordirland, som var leder af Ulster Unionist Party (UUP) fra 1995 til 2005 og var den første Førsteminister af Nordirland 1998-2002. I 1998 delte han Nobels fredspris med John Hume. Han var medlem af det britiske parlament fra 1990 til 2005, hvor han blev besejret og kort efter trådte tilbage som leder af partiet. Den 6. juni 2006 blev han medlem af Overhuset.
Han var gift to gange, anden gang i 1978 med sin tidligere student Daphne Orr, med hvem han havde fire børn.